# アビヤム
アビヤムは、ユダ王国の第2代の王。アビヤムは『列王記』での呼び方で、『歴代誌』ではアビヤと呼ばれている。

## 生涯
レハブアムの子である。母については聖書の記載に混乱が見られ、列王記上15:1ではアビシャロムの娘のマアカとし、歴代誌下13:2ではウリエルの娘ミカヤとする。紀元前913年に即位し、紀元前910年までエルサレムで統治した。
上記の出自と北イスラエルの王ヤロブアムと紛争が絶えなかったという点を除き、列王記と歴代誌で大きく評価が異なる王である。
列王記（上巻15章）では、アビヤムは父が犯したすべての罪の中を歩み、父ダビデの心と違い主に忠実ではなかったが、そのダビデに免じて国を滅ばされることだけはなく、その後彼はダビデの町に葬られ、息子のアサが王位を継いだとされている。
一方歴代誌（下巻13章）では、むしろ主に忠実な人間とされ、エフライム山中において戦闘の直前にヤロブアムの「離反・金の子牛の製造・レヴィ人の追放」を批難し、ユダ軍40万人、北イスラエル軍80万人という状況下で、なおかつ北イスラエル軍の伏兵に背後に回られるという危機の中、神が味方に付いてヤロブアムと北イスラエルの人々をアビヤとユダの前で打った。そのまま北イスラエル軍は敗走し、勢いに乗ったユダ軍はベテル・エシャナ・エフロンの3つの大都市とその近隣を制圧し、ヤロブアムは最後まで勢力を回復できないまま主に打たれて死んだのに対し、彼には14人の妻ができ、22人の息子と16人の娘が生まれるなど栄えたとされている。